# Quixaba (Pernambuco)
Quixaba is een gemeente in de Braziliaanse deelstaat Pernambuco. De gemeente telt 7.116 inwoners (schatting 2009).